# Benny O. Arthur

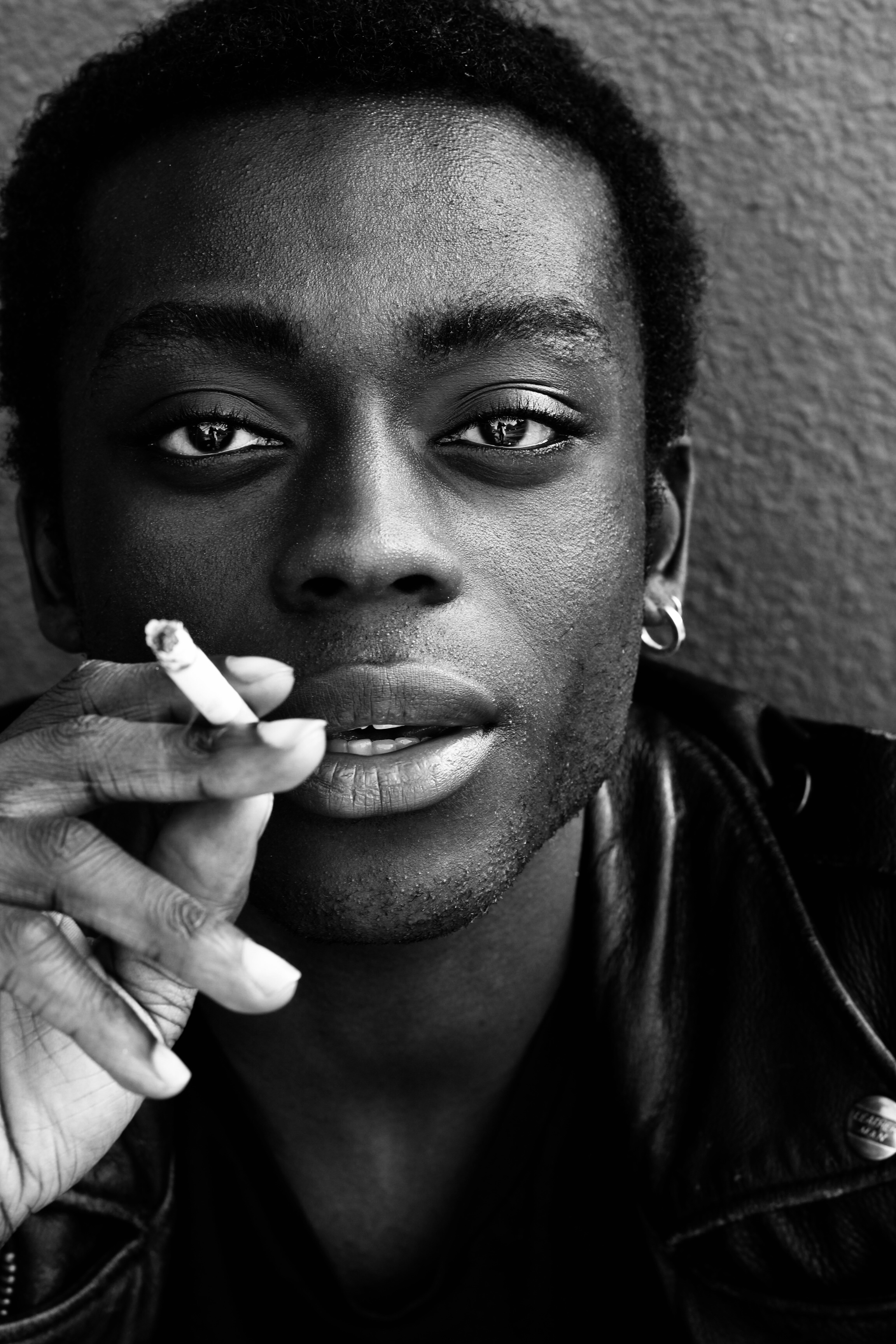
Benny O. Arthur (2019)

Benny O. Arthur (* 20. Dezember 1997 als Benedict Nana Opoku-Arthur in Berlin) ist ein deutscher Schauspieler und Model.

## Leben
Benny O. Arthur wurde als Benedict Nana Opoku-Arthur in Berlin geboren. Seine Eltern stammen aus Ghana, weshalb er bilingual mit Englisch und Deutsch als Muttersprachen aufwuchs. Seit der Vorklasse besuchte er die Staatliche Europa-Schule (SESB). Im Sommer 2016 absolvierte er am Schiller-Gymnasium Berlin sein Abitur. Seit der dritten Klasse nahm er an Theaterarbeitsgemeinschaften teil.
Professionell wirkte er erstmals 2013 an der Produktion Der Ring: Next Generation im Jungen Ensemble an der Deutschen Oper Berlin unter der Regie von Robert Lehniger mit.
2018 wurde Arthur in Burhan Qurbanis Kinoadaption von Alfred Döblins Berlin Alexanderplatz besetzt. Daraufhin folgte die erste große Rolle in Ziska Riemanns Sex-Aufklärungskomödie Get Lucky – Sex verändert alles.

## Filmografie (Auswahl)
- 2018: Es War Gut Aber Das Ist Besser (Kurzfilm)[2]
- 2018: Berlin Alexanderplatz
- 2019: Gemma Ray – Death Tapes (Musikvideo)
- 2019: Lost In The Bloom (Kurzfilm)
- 2019: Get Lucky – Sex verändert alles
- 2019: Exit
- 2020: Prima Opera Di Misericordia
- 2021: Django
- 2024: The Assessment
- 2024: Helgoland 513
- 2024: Informant – Angst über der Stadt
- 2024: Helix (Fernsehfilm)

## Theater
- 2013: Der Ring: Next Generation, Deutsche Oper Berlin

## Hörspiel
- 2020: Die vier Leben des NeShawn Plummer (Hörspiel-Podcast, WDR)[3]